# Лига чемпионов УЕФА
Ли́га чемпио́нов УЕФА (англ. UEFA Champions League) — ежегодный международный турнир по футболу, организованный Союзом европейских футбольных ассоциаций (УЕФА) среди клубов высших дивизионов в Европе.
Самый престижный европейский клубный футбольный турнир. Со своего первого розыгрыша в сезоне 1955/56 и по сезон 1991/92 назывался «Кубком европейских чемпионов» (англ. European Champion Clubs' Cup). В сезоне 1991/92 был изменён формат турнира и после стадии 1/8 финала игрались групповые турниры. Тогда же появились гимн и эмблема. С сезона 1992/93 турнир получил своё нынешнее название.
Победителем турнира становились 23 клуба, 12 из них выигрывали турнир более одного раза. Испанские клубы одерживали в турнире 20 побед. Рекордсменом по числу выигранных титулов является «Реал Мадрид», побеждавший в турнире 15 раз. С момента смены названия и формата турнира в 1992 году только «Реал Мадрид» смог выиграть Лигу чемпионов на протяжении трёх сезонов подряд (2015/2016, 2016/2017, 2017/2018). «Реал Мадрид» является клубом, который наибольшее количество раз выиграл Лигу чемпионов после смены формата — 9 раз.
Действующим победителем турнира является французский «Пари Сен-Жермен», завоевавший свой 1-й трофей в сезоне 2024/25.

## История
Кубок европейских чемпионов был основан в 1955 году по предложению французского спортивного журналиста и редактора «L’Équipe» Габриэля Ано. Идея о континентальном футбольном турнире посетила Ано после заявлений английской прессы о том, что «Вулверхэмптон Уондерерс», победивший осенью 1954 года «Спартак» и «Гонвед», является сильнейшим клубом мира. В своей газете Ано ответил, что для выявления сильнейшего клуба нужно провести соревнование, включающее в себя и домашние, и гостевые матчи. Уже на следующий день Ано опубликовал возможный проект турнира, а в январе 1955 года прошёл первый Кубок европейских чемпионов.
Первый розыгрыш Кубка 1955/56 был турниром на выбывание, где каждый раунд игрался в два матча (дома и в гостях). До 1992 года в розыгрыше участвовали чемпионы стран и последний обладатель Кубка европейских чемпионов. Начиная с сезона 1991/92, формат турнира был изменён, в него был включён групповой раунд, а в следующем году турнир сменил название, став Лигой чемпионов. Далее последовало несколько изменений в количестве квалификационных этапов, структуре групп. В сезоне 1997/98 в турнире стали участвовать команды, занявшие вторые места в ряде стран (в соответствии с таблицей коэффициентов УЕФА). Система квалификационных раундов была перестроена так, чтобы чемпионы стран с низким коэффициентом могли принять участие в одном или нескольких квалификационных этапах до начала группового этапа, а команды из стран с высоким коэффициентом вступали бы в борьбу позже. В настоящий момент страны с наивысшим коэффициентом представляются в Лиге чемпионов четырьмя клубами.
В период с 1960 по 2004 год обладатель Кубка европейских чемпионов участвовал в ныне отменённом Межконтинентальном кубке против обладателя южноамериканского Кубка Либертадорес. Сейчас победитель Лиги чемпионов участвует в Клубном чемпионате мира — турнире под эгидой ФИФА.

## Квалификация

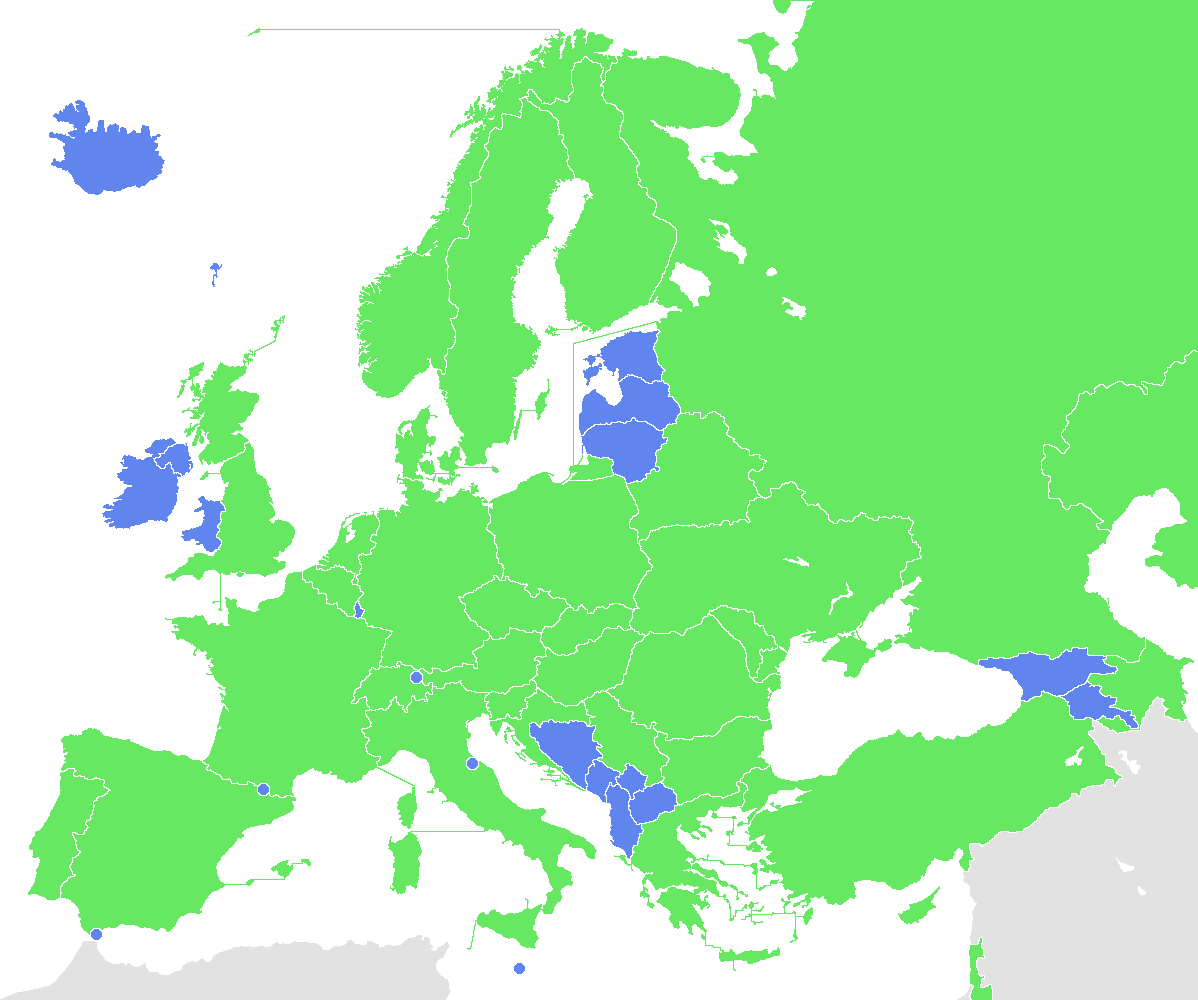
На карте показаны страны:
Клубы которых принимали участие в групповом этапе Лиги чемпионов
Клубы которых не принимали участие в групповом этапе Лиги чемпионов
Не являющиеся членом УЕФА

Число мест в розыгрыше зависит от таблицы коэффициентов УЕФА:
- ассоциации, занимающие в таблице с 1 по 4 место, представляют первые 4 команды;
- ассоциации, занимающие в таблице с 5 по 6 место, представляют первые 3 команды;
- ассоциации, занимающие в таблице с 7 по 15 место, представляют первые 2 команды;
- ассоциации, занимающие в таблице 16 место и ниже, представляют 1 команду.

Место в таблице также определяет, с какого этапа клубы вступают в розыгрыш. Например, по 4 клуба из первых 4 ассоциаций сразу попадают в групповой этап, а ассоциации, занимающие в таблице самые низкие места, представляют 1 команду, начиная с квалификации. В сезоне 2004/05 «Ливерпуль» выиграл Лигу чемпионов, но в чемпионате Англии занял 5-е место, в то время как «Эвертон» — 4-е. Футбольная ассоциация Англии постановила отдать путёвку «Эвертону», но в УЕФА пришли к соглашению, что оба мерсисайдских клуба примут участие в Лиге чемпионов: «Ливерпуль» с 1-го квалификационного раунда, а «Эвертон» — с 3-го. С тех пор в УЕФА приняли постановление о том, что победитель Лиги чемпионов автоматически попадает в групповой раунд следующего розыгрыша, вне зависимости от того, какое место он занял в национальном первенстве. Кроме того, вплоть до сезона 2014/15 ни одна страна не могла выставлять более четырёх участников. Так как первые три страны в рейтинге УЕФА делегируют в Лигу чемпионов по 4 команды, то в случае, если победителем оказывался представитель такой страны и он не занимал в своём чемпионате место, дающее право на участие в Лиге чемпионов, то команда, занявшая в этом первенстве 4-е место, отправлялась в Лигу Европы. Начиная с сезона 2015/16 в связи с допуском в Лигу чемпионов победителя Лиги Европы предыдущего сезона максимальная квота от одной страны была увеличена до пяти команд. И теперь команда, занявшая в первенстве одной из трёх ведущих стран 4-е место, отправится в Лигу Европы только в случае, если оба победителя еврокубков предыдущего сезона, представляя эту же страну, не займут в своём чемпионате места, дающие право на участие в Лиге чемпионов.
В сезоне 2005/06 «Ливерпуль» и «Артмедиа» стали первыми клубами, которые попали в групповой этап, пройдя все квалификационные раунды. В сезоне 2008/09 БАТЭ и «Анортосис» повторили это достижение.
Чтобы быть допущенным к розыгрышу, клубу необходимо отвечать некоторым критериям: любой клуб должен иметь лицензию своей национальной ассоциации, иметь стадион, допущенный УЕФА к соревнованиям, соответствующую инфраструктуру и отвечать финансовым требованиям.

## Этапы

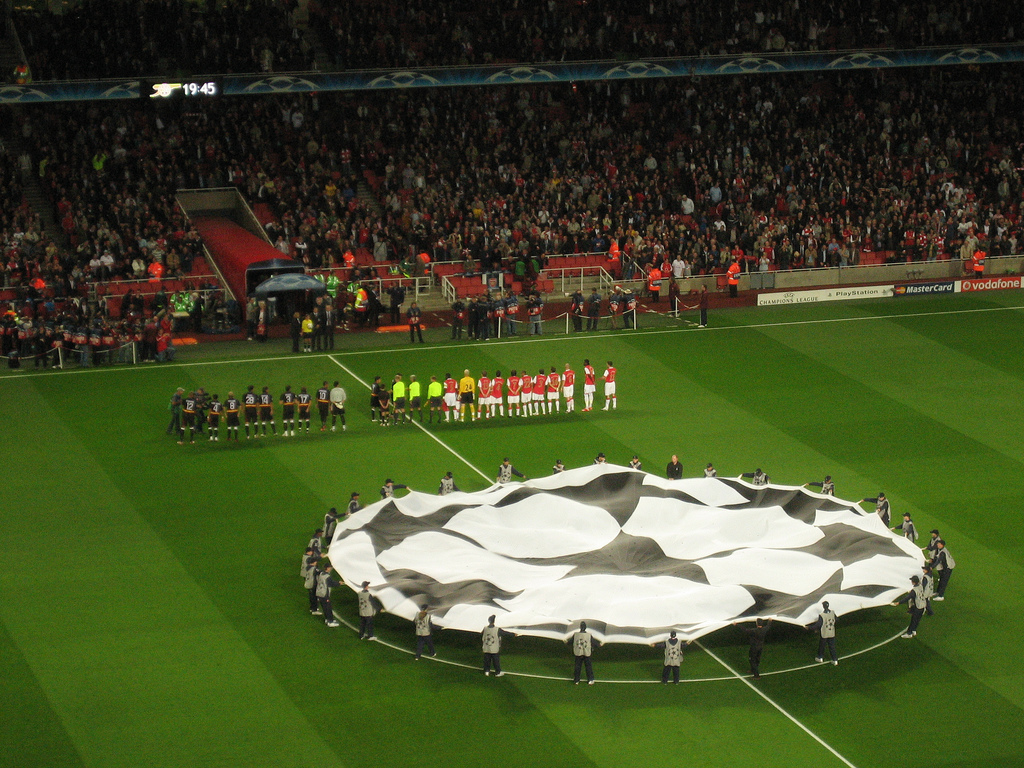
Логотип Лиги чемпионов УЕФА появляется в центральном круге перед каждым матчем турнира

Турнир состоит из нескольких этапов и начинается с пяти (включая предварительный) квалификационных раундов. Команды должны сыграть по 2 игры (дома и в гостях). Победитель по сумме двух встреч попадает в следующий квалификационный раунд. Пройдя все квалификационные раунды, команды попадают в групповой этап, вместе с командами, попавшими туда напрямую. По итогам жеребьёвки команды делятся на 8 групп по 4 команды в каждой. По итогам группового этапа в плей-офф выходят первые две команды, а команда, занявшая 3-е место в группе, попадает в 1/16 финала Лиги Европы. Далее следует жеребьёвка в 1/8 финала. Её условия выглядят следующим образом:
- Представители одной страны (ассоциации) и команды из одной группы не должны играть друг с другом.
- Победители групп играют с командами, занявшими вторые места.
- Обладатели первых мест первые матчи проводят в гостях.

Команды проводят по 2 матча, по итогу которых решается, кто проходит в 1/4 финала. Жеребьёвка на этом этапе не предусматривает никаких ограничений. За четвертьфиналами следуют полуфиналы, а затем финал, состоящий из одного матча на нейтральном стадионе. Стадион выбирается заблаговременно комиссией УЕФА из подавших заявку претендентов. Он должен удовлетворять всем необходимым требованиям, имея 5 звёзд рейтинга УЕФА.
По состоянию на сезон 2020/21, УЕФА выплачивает клубам следующие вознаграждения:.
- Предварительный раунд: €230 000
- Первый квалификационный раунд: €280 000
- Второй квалификационный раунд: €380 000
- Третий квалификационный раунд: €480 000
- Выплата за участие в групповом этапе: €15 250 000
- Победа в матче группового этапа: €2 700 000
- Ничья в матче группового этапа: €900 000
- Первый раунд плей-офф (1/8 финала): €9 500 000
- Четвертьфинал: €10 500 000
- Полуфинал: €12 000 000
- Проигравшая в финале команда: €15 000 000
- Победитель финала: €19 000 000

## Спонсоры
В момент основания Лиги было решено, что спонсорами турнира не могут быть более 8 компаний. По условиям соглашения эти компании получают 4 рекламных щита по периметру поля, определённое количество билетов на каждый матч и присутствие логотипов компаний на предматчевых и послематчевых интервью. Также эти компании получают рекламное время в перерывах между таймами матчей Лиги.

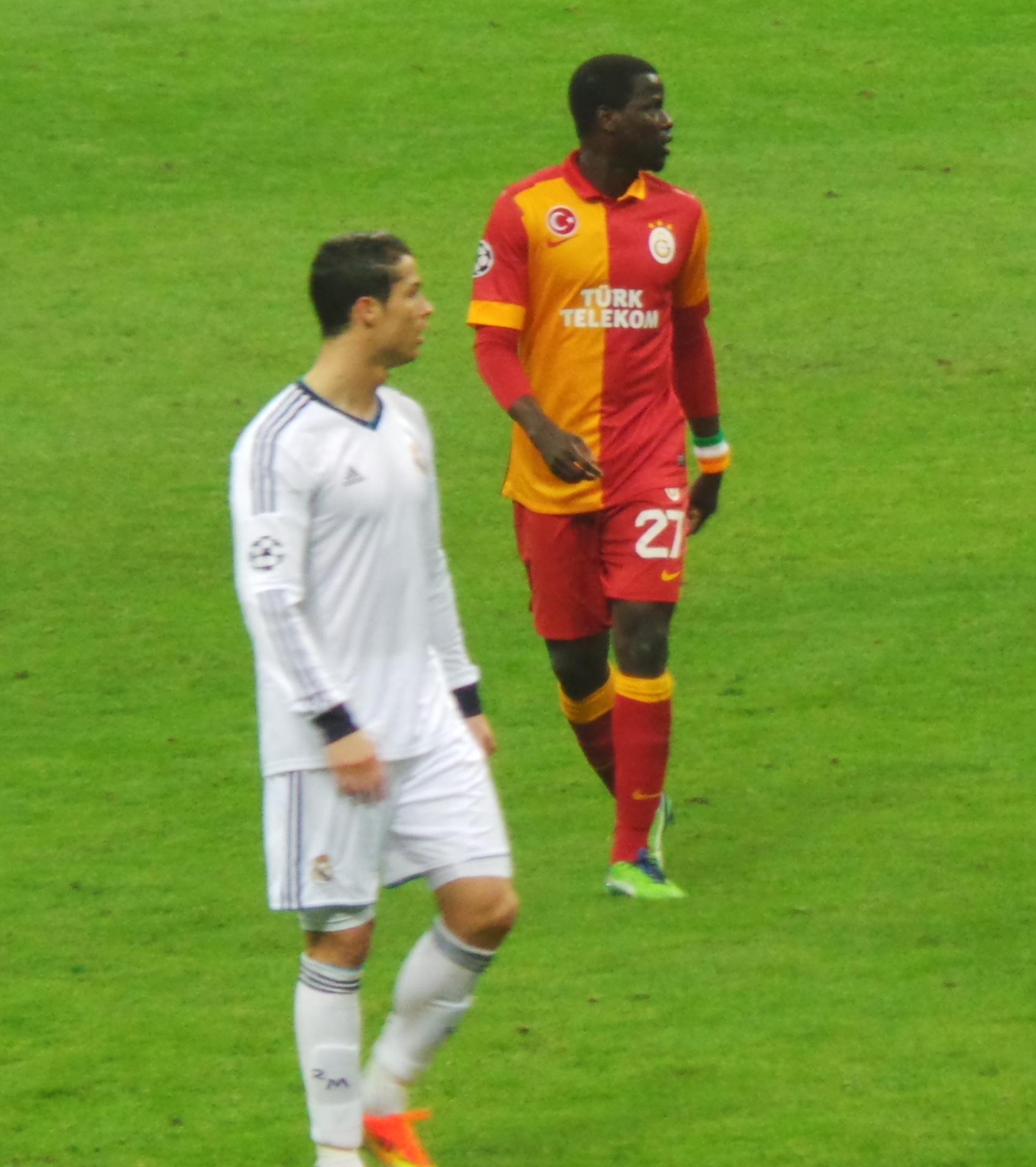
Реклама ставок в Турции запрещена. 9 апреля 2013 года «Реал Мадрид» (спонсорами футболок которого были в то время Bwin) был обязан носить майки без спонсоров во время игры с «Галатасараем» в Стамбуле.

На данный момент официальными спонсорами Лиги чемпионов являются:
- FedEx
- PlayStation
- Lay's
- Just Eat Takeaway.com
- MasterCard
- Turkish Airlines
- Heineken[6]
- OPPO

Adidas является второстепенным спонсором и поставляет официальный мяч для матча. С сезона 2019/20 форму судьи поставляет итальянский спортивный бренд Macron. Hublot также является второстепенным спонсором в качестве четвёртого официального партнёра соревнования.
Отдельные клубы могут носить майки с рекламой. Однако, клуб может нанести на футболку логотип только одного спонсора (за исключением логотипа производителя). Исключения делаются для некоммерческих организаций, которые могут быть изображены на лицевой стороне футболки, объединены с главным спонсором или вместо него; или на спине, под номером команды или в области воротника.
Если клубы играют матч в стране, где соответствующая категория спонсорства ограничена (например, запрет на рекламу алкоголя во Франции), они должны удалить этот логотип со своих футболок. Например, когда «Рейнджерс» играл с французскими клубами «Осер» и «Страсбург» в Лиге чемпионов 1996/97 и Кубке УЕФА соответственно, игроки «Рейнджерс» носили логотип «Center Parcs» вместо «McEwan’s Lager» (обе компании в то время были дочерними компаниями «Scottish & Newcastle»).

## Трофей
Клуб, победивший в Лиге чемпионов, имеет право оставить кубок у себя на 10 месяцев. В память о победе клубы получают уменьшенную копию трофея (не более 80 % от размеров настоящего кубка). Клуб, победивший 5 раз в целом в турнире или 3 раза подряд, до сезона 2009/10 имел право оставить кубок на вечное хранение.
Первый кубок европейских чемпионов был передан турниру французской газетой L’Équipe, После того как «Реал Мадрид» победил в пяти розыгрышах подряд, он получил право оставить трофей на вечное хранение.
Следующий кубок несколько отличался дизайном от предыдущего. Его создал бернский ювелир Юрг Штадельманн. Стоимость кубка составила 10 тысяч швейцарских франков. Кубок был выполнен из серебра с золотым напылением внутри и представлял собой амфору высотой 62 см и весом 7,5 кг. Позже при создании кубков за образец брался именно этот вариант.
Из-за оригинального дизайна ручек кубка во многих странах мира его называют «большие уши». Испанский вариант этого прозвища («la Orejona») очень популярен в Латинской Америке.
Нынешний трофей является шестым по счёту, после того как в 2005 году «Ливерпулю» был передан на вечное хранение кубок после 5-й победы в общей сложности.
По новым правилам, вступившим в силу с сезона 2009/10, трофей хранится в УЕФА вечно, каждому победителю вручается полноразмерная копия кубка, трофей победителей Лиги чемпионов, с выгравированным названием победившей команды на нём. Клуб, по новым правилам ставший три сезона подряд победителем турнира или одержавший всего пять побед, отмечается особо в признание заслуг, получая право на ношение особой нашивки на форме, при этом оригинальный трофей, в отличие от действовавших ранее правил, клубу не оставляется.
На вечное хранение кубок получили 6 клубов, из которых 2 клуба — дважды:
- «Реал Мадрид» после 5-й победы подряд, 1960 год[8]
- «Аякс» после 3 побед подряд, 1973 год
- «Бавария Мюнхен» после 3 побед подряд, 1976 год
- «Милан» после 5-й победы, 1994 год
- «Ливерпуль» после 5-й победы, 2005 год
- «Бавария Мюнхен» после 5-й победы, 2013 год
- «Барселона» после 5-й победы, 2015 год
- «Реал Мадрид» после 3 побед подряд, 2018 год

1955/56  Реал Мадрид

1956/57  Реал Мадрид

1957/58  Реал Мадрид

1958/59  Реал Мадрид

1959/60  Реал Мадрид

1960/61  Бенфика

1961/62  Бенфика

1962/63  Милан

1963/64  Интернационале

1964/65  Интернационале

1965/66  Реал Мадрид

1966/67  Селтик

1967/68  Манчестер Юнайтед

1968/69  Милан

1969/70  Фейеноорд

1970/71  Аякс

1971/72  Аякс

1972/73  Аякс

1973/74  Бавария

1974/75  Бавария

1975/76  Бавария

1976/77  Ливерпуль

1977/78  Ливерпуль

1978/79  Ноттингем Форест

1979/80  Ноттингем Форест

1980/81  Ливерпуль

1981/82  Астон Вилла

1982/83  Гамбург

1983/84  Ливерпуль

1984/85  Ювентус

1985/86  Стяуа

1986/87  Порту

1987/88  ПСВ

1988/89  Милан

1989/90  Милан

1990/91  Црвена звезда

1991/92  Барселона

1992/93  Олимпик Марсель

1993/94  Милан

1994/95  Аякс

1995/96  Ювентус

1996/97  Боруссия (Дортмунд)

1997/98  Реал Мадрид

1998/99  Манчестер Юнайтед

1999/00  Реал Мадрид

2000/01  Бавария

2001/02  Реал Мадрид

2002/03  Милан

2003/04  Порту

2004/05  Ливерпуль

2005/06  Барселона

2006/07  Милан

2007/08  Манчестер Юнайтед

2008/09  Барселона

2009/10  Интернационале

2010/11  Барселона

2011/12  Челси

2012/13  Бавария

2013/14  Реал Мадрид

2014/15  Барселона

2015/16  Реал Мадрид

2016/17  Реал Мадрид

2017/18  Реал Мадрид

2018/19  Ливерпуль

2019/20  Бавария

2020/21  Челси
 2021/22  Реал Мадрид

2022/23  Манчестер Сити

2023/24  Реал Мадрид

2024/25  Пари Сен-Жермен

## Статистика и рекорды

### Победы и финалы по клубам
| Клуб                   | Титулы | Финалы | Годы побед                                                                               | Годы финалов                             |
| ---------------------- | ------ | ------ | ---------------------------------------------------------------------------------------- | ---------------------------------------- |
| Реал Мадрид            | 15     | 3      | 1956, 1957, 1958, 1959, 1960, 1966, 1998, 2000, 2002, 2014, 2016, 2017, 2018, 2022, 2024 | 1962, 1964, 1981                         |
| Милан                  | 7      | 4      | 1963, 1969, 1989, 1990, 1994, 2003, 2007                                                 | 1958, 1993, 1995, 2005                   |
| Бавария                | 6      | 5      | 1974, 1975, 1976, 2001, 2013, 2020                                                       | 1982, 1987, 1999, 2010, 2012             |
| Ливерпуль              | 6      | 4      | 1977, 1978, 1981, 1984, 2005, 2019                                                       | 1985, 2007, 2018, 2022                   |
| Барселона              | 5      | 3      | 1992, 2006, 2009, 2011, 2015                                                             | 1961, 1986, 1994                         |
| Аякс                   | 4      | 2      | 1971, 1972, 1973, 1995                                                                   | 1969, 1996                               |
| Интернационале         | 3      | 4      | 1964, 1965, 2010                                                                         | 1967, 1972, 2023, 2025                   |
| Манчестер Юнайтед      | 3      | 2      | 1968, 1999, 2008                                                                         | 2009, 2011                               |
| Ювентус                | 2      | 7      | 1985, 1996                                                                               | 1973, 1983, 1997, 1998, 2003, 2015, 2017 |
| Бенфика                | 2      | 5      | 1961, 1962                                                                               | 1963, 1965, 1968, 1988, 1990             |
| Челси                  | 2      | 1      | 2012, 2021                                                                               | 2008                                     |
| Ноттингем Форест       | 2      | 0      | 1979, 1980                                                                               |                                          |
| Порту                  | 2      | 0      | 1987, 2004                                                                               |                                          |
| Боруссия Дортмунд      | 1      | 2      | 1997                                                                                     | 2013, 2024                               |
| Селтик                 | 1      | 1      | 1967                                                                                     | 1970                                     |
| Гамбург                | 1      | 1      | 1983                                                                                     | 1980                                     |
| Стяуа                  | 1      | 1      | 1986                                                                                     | 1989                                     |
| Олимпик Марсель        | 1      | 1      | 1993                                                                                     | 1991                                     |
| Манчестер Сити         | 1      | 1      | 2023                                                                                     | 2021                                     |
| Пари Сен-Жермен        | 1      | 1      | 2025                                                                                     | 2020                                     |
| Фейеноорд              | 1      | 0      | 1970                                                                                     |                                          |
| Астон Вилла            | 1      | 0      | 1982                                                                                     |                                          |
| ПСВ                    | 1      | 0      | 1988                                                                                     |                                          |
| Црвена звезда          | 1      | 0      | 1991                                                                                     |                                          |
| Атлетико Мадрид        | 0      | 3      |                                                                                          | 1974, 2014, 2016                         |
| Реймс                  | 0      | 2      |                                                                                          | 1956, 1959                               |
| Валенсия               | 0      | 2      |                                                                                          | 2000, 2001                               |
| Фиорентина             | 0      | 1      |                                                                                          | 1957                                     |
| Айнтрахт Франкфурт     | 0      | 1      |                                                                                          | 1960                                     |
| Партизан               | 0      | 1      |                                                                                          | 1966                                     |
| Панатинаикос           | 0      | 1      |                                                                                          | 1971                                     |
| Лидс Юнайтед           | 0      | 1      |                                                                                          | 1975                                     |
| Сент-Этьен             | 0      | 1      |                                                                                          | 1976                                     |
| Боруссия Мёнхенгладбах | 0      | 1      |                                                                                          | 1977                                     |
| Брюгге                 | 0      | 1      |                                                                                          | 1978                                     |
| Мальмё                 | 0      | 1      |                                                                                          | 1979                                     |
| Рома                   | 0      | 1      |                                                                                          | 1984                                     |
| Сампдория              | 0      | 1      |                                                                                          | 1992                                     |
| Байер 04               | 0      | 1      |                                                                                          | 2002                                     |
| Монако                 | 0      | 1      |                                                                                          | 2004                                     |
| Арсенал                | 0      | 1      |                                                                                          | 2006                                     |
| Тоттенхэм Хотспур      | 0      | 1      |                                                                                          | 2019                                     |

### Лучшие бомбардиры
По состоянию на 10 декабря 2024 года, без учёта матчей квалификации, с учётом Кубка чемпионов
более тёмным шрифтом обозначены действующие игроки
| #  | Футболист           | Страна     | Голы | Матчи | В ср. | Годы      | Клуб(-ы) |
| -- | ------------------- | ---------- | ---- | ----- | ----- | --------- | --- |
| 1  | Криштиану Роналду   | Португалия | 140  | 183   | 0,77  | 2003—2022 | Манчестер Юнайтед (21/59), Реал Мадрид (105/101), Ювентус (14/23)                                                                    |
| 2  | Лионель Месси       | Аргентина  | 129  | 163   | 0,79  | 2005—2023 | Барселона (120/149), Пари Сен-Жермен (9/14)                                                                                          |
| 3  | Роберт Левандовский | Польша     | 101  | 125   | 0,81  | 2011—     | Боруссия Д (17/28), Бавария Мюнхен (69/78), Барселона (15/19)                                                                        |
| 4  | Карим Бензема       | Франция    | 90   | 152   | 0,59  | 2005—2023 | Олимпик Лион (12/19), Реал Мадрид (78/133)                                                                                           |
| 5  | Рауль               | Испания    | 71   | 142   | 0,50  | 1995—2011 | Реал Мадрид (66/130), Шальке 04 (5/12)                                                                                               |
| 6  | Руд ван Нистелрой   | Нидерланды | 56   | 73    | 0,77  | 1998—2009 | ПСВ (8/11), Манчестер Юнайтед (35/43), Реал Мадрид (13/19)                                                                           |
| 7  | Томас Мюллер        | Германия   | 55   | 156   | 0,36  | 2008—     | Бавария Мюнхен |
| 8  | Тьерри Анри         | Франция    | 50   | 112   | 0,45  | 1997—2012 | Монако (7/9), Арсенал (35/77), Барселона (8/26)                                                                                      |
| 8  | Килиан Мбаппе       | Франция    | 50   | 79    | 0,63  | 2016—     | Монако (6/9), Пари Сен-Жермен (42/64), Реал Мадрид (2/6)                                                                             |
| 10 | Альфредо Ди Стефано | Аргентина  | 49   | 58    | 0,84  | 1955—1964 | Реал Мадрид |
| 11 | Андрей Шевченко     | Украина    | 48   | 100   | 0,48  | 1994—2012 | Динамо К (15/26), Милан (29/59), Челси (4/15)                                                                                        |
| 11 | Златан Ибрагимович  | Швеция     | 48   | 124   | 0,39  | 2001—2023 | Аякс (6/19), Ювентус (3/19), Интернационале (6/22), Барселона (4/10), Милан (9/20), Пари Сен-Жермен (20/33), Манчестер Юнайтед (0/1) |
| 13 | Эрлинг Холанн       | Норвегия   | 46   | 44    | 1,05  | 2019—     | РБ Зальцбург (8/6), Боруссия Дортмунд (15/13), Манчестер Сити (23/25)                                                                |
| 13 | Мохаммед Салах      | Египет     | 46   | 85    | 0,54  | 2015—     | Базель (2/6), Челси (0/2), Рома (1/7), Ливерпуль (43/70)                                                                             |

### Лидеры по количеству матчей
По состоянию на 10 декабря 2024 года, без учёта матчей квалификации, с учётом Кубка чемпионов. 125 и более матчей
более тёмным шрифтом обозначены действующие игроки
| #  | Футболист           | Страна     | Матчи | Годы      | Клуб(-ы)                                                |
| -- | ------------------- | ---------- | ----- | --------- | ------------------------------------------------------- |
| 1  | Криштиану Роналду   | Португалия | 183   | 2003—2022 | Манчестер Юнайтед (59), Реал Мадрид (101), Ювентус (23) |
| 2  | Икер Касильяс       | Испания    | 177   | 1999—2019 | Реал Мадрид (150), Порту (27)                           |
| 3  | Лионель Месси       | Аргентина  | 163   | 2005—2023 | Барселона (149), Пари Сен-Жермен (14)                   |
| 4  | Томас Мюллер        | Германия   | 156   | 2009—     | Бавария                                                 |
| 5  | Карим Бензема       | Франция    | 152   | 2005—2023 | Олимпик Лион (19), Реал Мадрид (133)                    |
| 6  | Хави                | Испания    | 151   | 1998—2015 | Барселона                                               |
| 6  | Тони Кроос          | Германия   | 151   | 2008—2024 | Бавария (41), Реал Мадрид (110)                         |
| 8  | Мануэль Нойер       | Германия   | 145   | 2007—     | Шальке 04 (22), Бавария (123)                           |
| 9  | Рауль               | Испания    | 142   | 1995—2011 | Реал Мадрид (130), Шальке 04 (12)                       |
| 9  | Серхио Рамос        | Испания    | 142   | 2005—2023 | Реал Мадрид (129), Пари Сен-Жермен (8), Севилья (5)     |
| 11 | Райан Гиггз         | Уэльс      | 141   | 1993—2014 | Манчестер Юнайтед                                       |
| 12 | Лука Модрич         | Хорватия   | 134   | 2010—     | Тоттенхэм Хотспур (8), Реал Мадрид (126)                |
| 13 | Андрес Иньеста      | Испания    | 130   | 2002—2018 | Барселона                                               |
| 14 | Серхио Бускетс      | Испания    | 129   | 2008—2022 | Барселона                                               |
| 15 | Жерар Пике          | Испания    | 128   | 2004—2022 | Манчестер Юнайтед (4), Барселона (124)                  |
| 16 | Кларенс Зеедорф     | Нидерланды | 125   | 1994—2012 | Аякс (11), Реал Мадрид (25), Милан (89)                 |
| 16 | Роберт Левандовский | Польша     | 125   | 2011—     | Боруссия Дортмунд (28) Бавария (78), Барселона (19)     |